# 南茅部町
南茅部町（日语：／ Minamikayabe chō */?）是過去位於北海道渡島支廳東南部的一個以漁業為主城鎮，北面內浦灣，南部為山地；已於2004年12月1日與戶井町、惠山町、椴法華村同時併入函館市，過去的轄區相當於現在的函館市南茅部支所的負責範圍。
町名源自阿伊努語的「kaya-un-pe」（有帆的地方）或「kaya-un-pes」（有帆的海灘）。

## 歷史

### 沿革
- 1906年4月1日：茅部郡臼尻村、熊泊村合併為臼尻村，並成為北海道二級村。[2]
- 1919年4月1日：椴法華村（現在的椴法華支所轄區）從尾札部村分村，並成為北海道二級村。
- 1959年5月1日：尾禮部村、臼尻村合併為南茅部町。
- 2004年12月1日：與龜田郡戶井町、惠山町、椴法華村一同被併入函館市。

## 交通

### 航空
- 函館機場

### 道路
| 一般國道 - 國道278號 | 主要地方道 - 北海道道83號函館南茅部線 道道 - 北海道道980號臼尻豐崎線 |

## 觀光點
- 川汲公園
- 川汲溫泉
- 大船溫泉
- 大船遺跡
- 臼尻劇場

## 教育

### 高等學校
- 道立北海道南茅部高等學校（页面存档备份，存于）

### 中學校
| - 南茅部町立臼尻中學校 | - 南茅部町立尾札部中學校 |

### 小學校
| - 南茅部町立臼尻小學校 - 南茅部町立木直小學校 | - 南茅部町立大船小學校 | - 南茅部町立磨光小學校 |

## 姊妹市・友好都市

### 日本
- 佐井村（青森縣下北郡）

## 本地出身的名人
- 野村伸（漫畫家）

## 外部連結
- （日語）函館市南茅部支所